# Butchered at Birth
Butchered at Birth (engl. für ‚Bei der Geburt geschlachtet‘) ist das zweite Studioalbum der amerikanischen Death-Metal-Band Cannibal Corpse. Es erschien am 1. Juli 1991 und wurde 1994 in Deutschland bundesweit beschlagnahmt.

## Hintergrund
Das Album wurde wegen des Plattencovers im Oktober 1991 von der Bundesprüfstelle für jugendgefährdende Schriften indiziert, da die Darstellung nach Ansicht des Gremiums die Würde des Menschen verletze. Ein Beschlagnahmebeschluss nach § 131 StGB (Gewaltdarstellung) und § 184 StGB (Pornografie) des AG Stuttgart vom 3. März 1994 betrifft Tonträger, Cover und Werbematerial, damit darf das Album in Deutschland selbst Erwachsenen nicht angeboten oder verkauft werden. Das Cover der CD und die Schallplatteninnenhülle wurden im September 2016 folgeindiziert.
Das Originalcover zeigte zwei Zombies mit Schürzen. Einer der Zombies hält einen Säugling in den Händen. Der andere bearbeitet eine ausgeweidete und beinahe vollständig skelettierte Frau mit einem Messer. Der Tisch, auf dem die Frau liegt, ist mit Blut und Eingeweiden bedeckt. An der Decke hängen weitere Säuglinge, teilweise als Skelette oder ohne Arme und/oder Beine. Das Coverartwork stammt aus der Feder des Künstlers Vincent Locke.
Das alternative Cover zeigt nur das Logo der Band sowie den Albumtitel vor weißem Hintergrund und war unter anderem für den Verkauf im amerikanischen Einzelhandel vorgesehen. Je nach Auflage befand sich im Inneren ein Bestellcoupon für das unzensierte Artwork.

## Besonderheiten
- Als Gastsänger fungierte Glen Benton von Deicide bei dem Lied Vomit the Soul.
- Im Jahr 2002 wurde das Album als neu gemasterte Version wiederveröffentlicht, welche zusätzlich eine Liveversion von „Covered with Sores“ enthält.

## Titelliste
1. Meat Hook Sodomy – 5:47
2. Gutted – 3:15
3. Living Dissection – 3:59
4. Under the Rotted Flesh – 5:04
5. Covered with Sores – 3:15
6. Vomit the Soul – 4:29
7. Butchered at Birth – 2:44
8. Rancid Amputation – 3:16
9. Innards Decay – 4:38
10. Covered with Sores (Live) – 3:59 (Bonuslied auf der neu gemasterten Version)